# Península de Dapeng

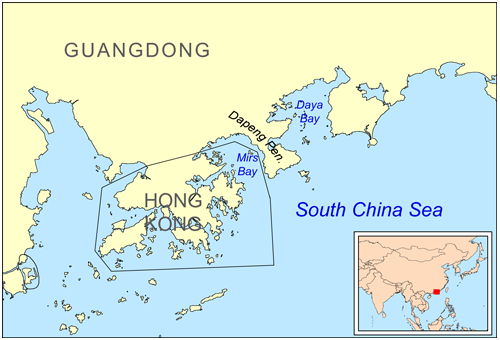
Mapa com a localização da Península de Dapeng, a leste de Hong Kong

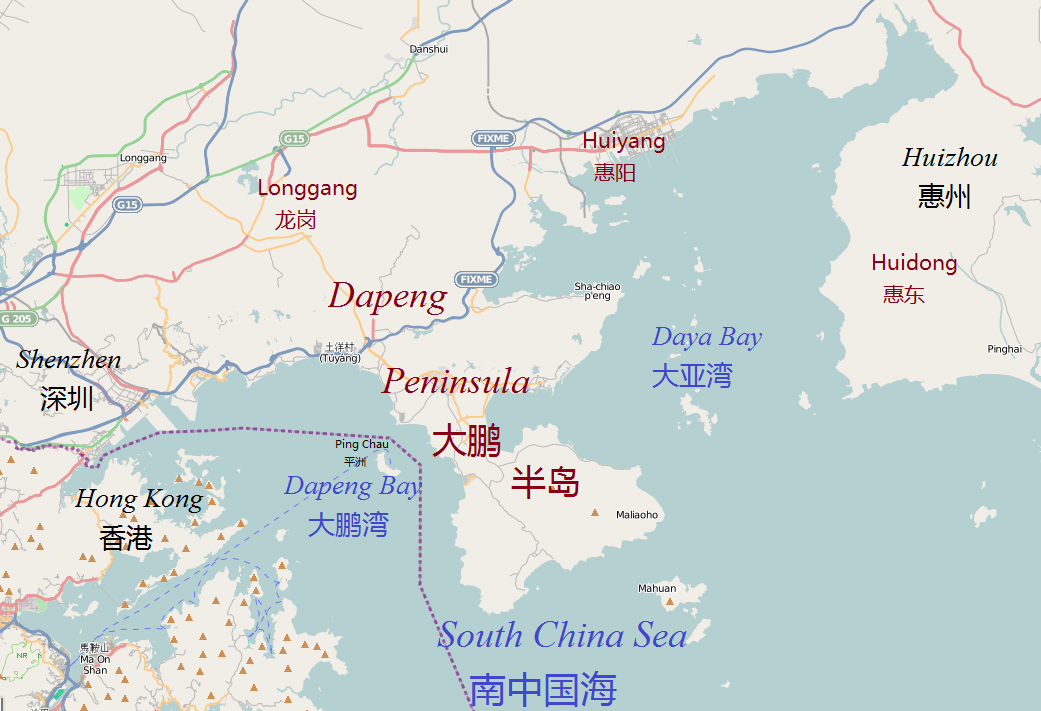
Península de Dapeng

A península de Dapeng ou Dapengbandao (大鹏半岛) é uma península na parte oriental do distrito de Longgang e que liga a região de Shenzhen da província de Cantão, na República Popular da China, à parte nordeste de Hong Kong. Dapengbandao contém os subdistritos Kuichong, Dapeng e Nan'ao. A sudoeste da península fica a baía Mirs (Tai Pang Wan) e a nordeste a baía Daya (Daya Wan). O dialeto Dapeng é o principal dialeto em toda a península. Desde final da época da dinastia Ming que Dapeng tem a Fortaleza de Dapeng (Dapengcheng), construída para proteger os habitantes locais dos ataques dos piratas japoneses. Durante a Segunda Guerra do Ópio, a possibilidade de anexação por parte do Hong Kong britânico foi levantada, mas a região nunca foi ocupada pelos britânicos. Durante a Revolução Cultural, a região sofreu grandes fomes.

## Turismo
A costa oriental de Shenzhen, da qual a península de Dapeng é a maior parte, é uma popular atração turística, e a própria península foi referida pela revista Chinese National Geography como tendo as mais belas praias da China. 

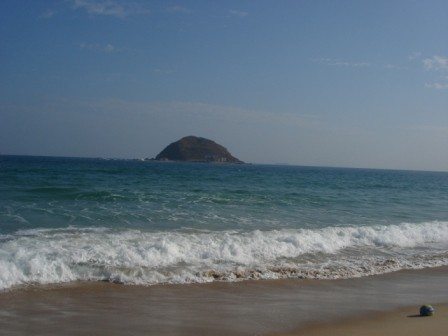
Praia em Xichong

Uma das praias mais famosas é Xichong, no sul da península.

## Pessoas da Península de Dapeng
- Lai Enjue
- Dai Zhuowen
- Luo Gui
- Liu Heizai
- Deanie Ip Tak-Han
- Au Shui-Wai